# Hans Peter Jacobsen
 Ikke at forveksle med Hans Peter Jakobsen.
Hans Peter Jacobsen eller H.P. Jacobsen (født 5. juni 1892 i Fredericia, død 6. maj 1973) var en dansk forfatter, far til forfatteren Cecil Bødker. Jacobsen står for ca. 15 bøger, hvoraf flere er kriminalromaner, således Mysteriet Anderson (1940), Hamar-Mysteriet (1944) og Det gådefulde Hus (1958).